# Thomas Sargent

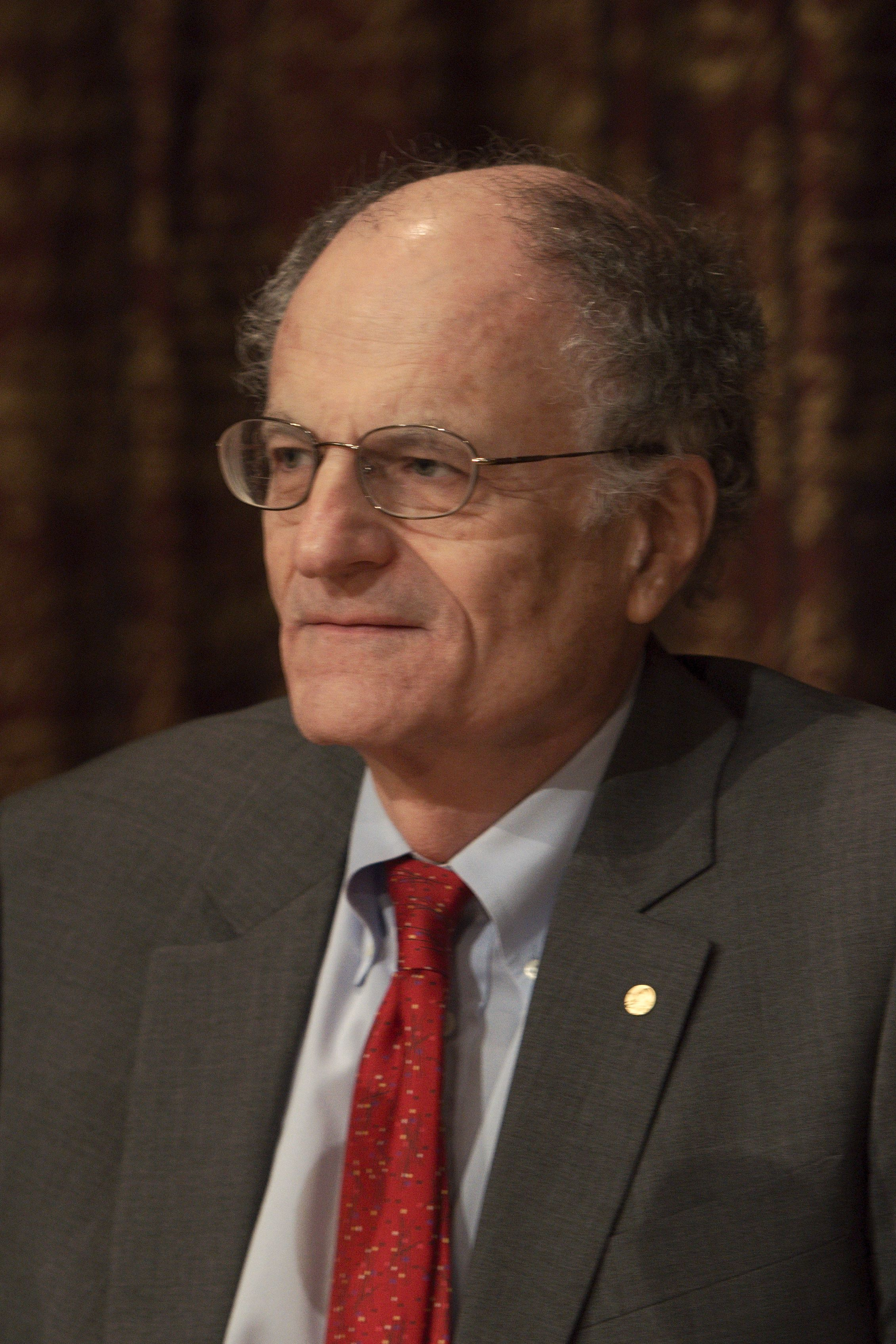
Thomas Sargent, 2011

Thomas John Sargent (* 19. Juli 1943 in Pasadena, Kalifornien) ist ein US-amerikanischer Ökonom. 2011 wurde er mit dem Alfred-Nobel-Gedächtnispreis für Wirtschaftswissenschaften ausgezeichnet. Er erhielt die Auszeichnung gemeinsam mit Christopher Sims für seine Forschung auf dem Gebiet der Makroökonomie.

## Leben
Sargent studierte an der University of California, Berkeley. Nach der Promotion an der Harvard University war er First Lieutenant und Captain der US Army. Darauf folgten Lehrtätigkeiten an der University of Pennsylvania und der University of Minnesota, ab 1975 als Professor, sowie an der Stanford University. Seit 2002 ist er Berkley Professor of Economics and Business an der New York University.
Seit 1987 ist er zudem Senior Fellow der konservativen Hoover Institution an der Stanford University.
Im Jahr 2007 stand Sargent der American Economic Association als gewählter Präsident vor. Aktuell ist er Direktor des Sargent Institute of Quantitative Economics and Finance an der Peking University HSBC Business School in Shenzhen. 

## Wirken
Als Mitbegründer der Neuen Klassischen Makroökonomik neben Robert E. Lucas lieferte er bedeutende Beiträge zur Theorie der rationalen Erwartungen. Seine mit Neil Wallace aufgestellte These der Politikineffektivität besagt, dass eine systematische und daher voraussehbare Geldpolitik keinen realen Einfluss auf die Wirtschaft habe.
Sargent betreute über 40 Doktorarbeiten, darunter jene von Lawrence J. Christiano und Martin Eichenbaum.

## Ehrungen
Neben dem Preis im Gedenken an Alfred Nobel wurde Sargent u. a. mit folgenden Wissenschaftspreisen ausgezeichnet: Nemmers-Preis für Wirtschaftswissenschaften (1996), NAS Award for Scientific Reviewing (2011). 1983 wurde er Mitglied sowohl der American Academy of Arts and Sciences als auch der National Academy of Sciences, 2011 der British Academy.

## Werke
- Robert E. Lucas, Thomas J. Sargent (Hrsg.): Rational Expectations and Econometric Practice. 1981, ISBN 0-8166-0917-9
- Lars Peter Hansen, Thomas J. Sargent: Rational Expectations Econometrics. 1991, ISBN 0-8133-7800-1
- Lars Ljungqvist, Thomas J. Sargent: Recursive Macroeconomic Theory. 2001, ISBN 0-262-19451-1
- Lars Peter Hansen, Thomas J. Sargent: Robustness. 2007, ISBN 0-691-11442-0